# Etheostoma bison
Etheostoma bison es una especie de peces de la familia Percidae en el orden de los Perciformes.

## Distribución geográfica
Se encuentra en Tennessee (Estados Unidos ).